# 龔仁心
龔仁心醫生（1943年—），生於中華民國上海市，香港華懋集團已故董事局主席龔如心的胞弟，王德輝的妻舅。
他自2007年龔如心去世後，便接任華懋集團董事局主席一職，亦出任華懋慈善基金理事會主席，直至2019年8月被集團解僱。他本身是私家醫生，曾在荃灣青龍頭豪景花園開設診所，但現已結業。
2007年，正值胞姊龔如心逝世之時，龔仁心被傳媒發現長期居住於香港島半山區大學閣天橋底的僭建單位內，屋宇署其後向龔發出通知書，要求在限期內遷出及清拆該單位，龔最後亦遷出該單位。